# 불네스 (칠레)
불네스(스페인어: Bulnes)는 칠레 비오비오주 뉴블레 현의 코무나이다.